# 艾雅蘇美公園球場
艾雅蘇美公園（英語：Ayresome Park）是位於英格蘭東北部北约克郡米德爾斯伯勒的足球運動場，於1903年啟用以來一直是米德尔斯堡足球俱乐部的主場球場，直到1995年在河畔球場落成後才關閉並拆卸。

## 歷史
米杜士堡於獲選加入英格蘭足球聯賽後才興建艾雅蘇美公園作為主場球場。球場最高入場人數記錄是在1949年12月27日迎戰東北部對頭紐卡素，有高達53,802名球迷進場觀戰。1986/87年球季揭幕戰，債台高築的米杜士堡被執達吏查封艾雅蘇美公園，原本這場丙組聯賽於主場作賽被迫移師到哈特普爾上演。
到了1990年代初期，艾雅蘇美公園已經呈現老態，需要進行重大的工程以達到更新標準，加以《泰萊報告書》（Taylor Report）發表後，所有英超及甲組球隊的主場需要於1994/95年球季前改建為全坐席球場。艾雅蘇美公園四周的住宅區域限制球場僅能擴建至約2萬座的全坐席球場，而米杜士堡希望擁有一個容量較高的主場，因而決定另覓地點興建新球場。
1994年春季米杜士堡宣佈在蒂斯河河岸興建一個3萬座新球場，建築工程於同年秋季展開，預計可於1995/96年球季啟用，是自72年前曼城的緬因路球場以來全英格蘭最大的球會級球場。1995年4月30日艾雅蘇美公園進行最後一場具競爭性的賽事，米杜士堡以2-1小勝盧頓，確保贏得甲組聯賽冠軍及於降班兩年後重返英超的資格。這亦是布莱恩·罗布森以隊員兼領隊帶領球隊的首個球季。约翰·亨德里（John Hendrie）取得在艾雅蘇美公園最後一個具競爭性的入球。在艾雅蘇美公園舉行的最後一場球賽是全場滿座的史提芬·皮雅士（Stephen Pears）告別賽，他在1-3負於彼得·比尔兹利選手隊中，憑十二碼射入艾雅蘇美公園歷來最後一個入球，米杜士堡於賽後接受甲組聯賽冠軍錦標。
艾雅蘇美公園留用作訓練場地直至一年後新設施啟用為止，並於1997年年初進行拆卸，球場舊址現時已建成一個屋苑。為紀念艾雅蘇美公園，米杜士堡特別將曾因負債而被鎖上的球場大閘搬到新球場，在河畔球場主入口外重新豈立。

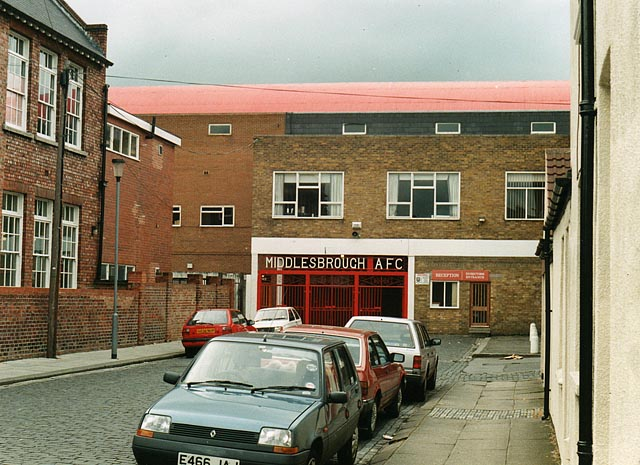
艾雅蘇美公園主入口
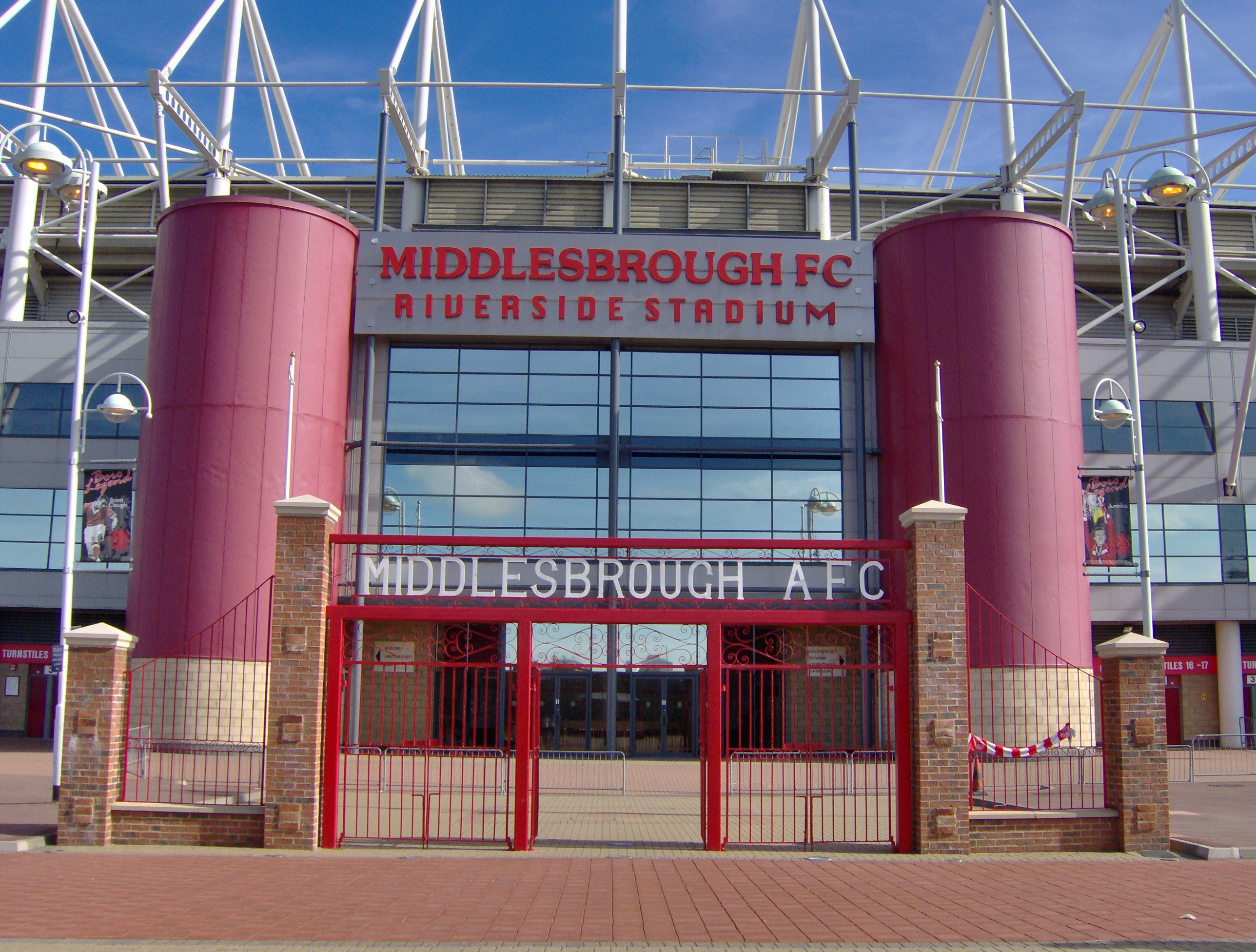
重置於河畔球場前的大閘

## 1966年世界盃
1966年世界盃在英格蘭舉行，桑德兰的洛加公園球場與艾雅蘇美公園獲選為東北部賽區的主辦賽場，進行第四組的分組賽賽事，各舉行3場賽事，蘇聯、意大利、智利和北韓先後亮相，其中北韓全部3場分組賽均在艾雅蘇美公園上演，包括爆大冷以1-0擊敗兩屆冠軍意大利晉級淘汰賽階段，迫使對方在分組賽出局而震動球壇。但艾雅蘇美公園是整項賽事入座率最低的球場，只有不足16,000名球迷入場觀看北韓對智利。
| 1966年7月12日 19:30 BST |

| 苏联                                   | 3 – 0 |  |
| -------------------------------------- | ----- |  |
| 马洛菲耶夫 31', 88' · 巴尼舍夫斯基 33' | 報告  |  |

| 米德爾斯伯勒，艾雅蘇美公園球場 觀眾人數：22,000 ：Juan Gardeazábal Garay (西班牙) |

| 1966年7月15日 19:30 BST |

| 智利           | 1 – 1 |            |
| -------------- | ----- | ---------- |
| 马科斯 26'（） | 報告  | 朴成金 88' |

| 米德爾斯伯勒，艾雅蘇美公園球場 觀眾人數：16,000 ：Ali Kandil (聯合阿拉伯共和國) |

| 1966年19日 19:30 BST |

|            | 1 – 0 | 義大利 |
| ---------- | ----- | ------ |
| 朴斗翼 42' | 報告  |        |

| 米德爾斯伯勒，艾雅蘇美公園球場 觀眾人數：18,000 ：Pierre Schwinte (法國) |

## 外部連結
- Ayresome Park Remembered Website （页面存档备份，存于）
- World Stadia Article